# Metopa hearni
Metopa hearni är en kräftdjursart som beskrevs av Henry Fowler Dunbar 1954. Metopa hearni ingår i släktet Metopa och familjen Stenothoidae. Inga underarter finns listade i Catalogue of Life.